# Frank Wiafe Danquah
Frank Wiafe Danquah (Amsterdam, 14 oktober 1989) is een Nederlands profvoetballer van Ghanese komaf die als aanvaller speelt.
Wiafe Danquah speelde in de jeugdopleiding van AFC Ajax en Newcastle United FC. Toen hij daar niet doorbrak speelde hij vervolgens steeds kort in Hongarije, België, de Nederlandse Topklasse en bij twee clubs in Roemenië.
In september 2014 sloot hij na een stage op amateurbasis aan bij Achilles '29. Op 8 november scoorde hij tegen de beloften van FC Twente zijn eerste doelpunt. Op 18 april 2015 scoorde hij tegen FC Emmen (2-2) zijn tweede goal in Groesbeekse dienst. In augustus 2015 verbond hij zich aan Topklasser FC Lienden. Met Lienden won hij de Topklasse Zondag. In de zomer van 2016 keerde hij bij Fortuna Sittard terug in het profvoetbal. In januari 2017 ging hij terug naar Lienden. In 2020 ging hij naar Sportclub N.E.C.. Vanaf medio 2021 gaat hij naar VV DUNO.